# Besetzung von Veracruz 1914
1. Phase: Sturz des Díaz-Regimes (1910–1911)

Ciudad Guerrero – Casas Grandes – Agua Prieta I – Ciudad Juárez I – Torreón I – Cuautla I
2. Phase: Präsidentschaft Maderos (1911–1913)

Vázquista-Revolte – Orozco-Revolte – Morelos-Feldzug I – Decena Trágica
3. Phase: Revolte gegen das Regime Huertas und Intervention der USA (1913–1914)

San Andrés – Torreón II – Sinaloa – Ciudad Chihuahua I – Culiacán – Ciudad Juárez II – Tierra Blanca – Ojinaga – Cuautla II – Torreón III – Acaponeta – Tepic – Paredón – San Pedro – Veracruz – Tampico – Zacatecas – Orendaín
4. Phase: Bürgerkrieg zwischen Konventionisten und Konstitutionalisten (1914–1915)

Naco – Ramos Arizpe – Guadalajara – Blanca Flor – Halacho – Matamoros – El Ébano – Celaya – León–Trinidad – Aguascalientes – Agua Prieta II – Hermosillo
5. Phase: Herrschaft Carranzas und erneute Intervention der USA (1916–1920)

Columbus – Morelos-Feldzug II – Mexikanische Expedition – Ciudad Chihuahua II – Ciudad Chihuahua III – Horcasitas – Zapatas Offensive – Torreón IV – Estación Reforma – Rosario – González’ Offensive – Ciudad Juárez III
6. Phase: Wiederherstellung der Zentralgewalt und Herrschaft der Sonorenser (1920–1934)

Baja-California-Feldzug – De-la-Huerta-Revolte – Cristero-Aufstand – Yaqui-Krieg – Gómez–Serrano-Revolte – Escobar-Rebellion

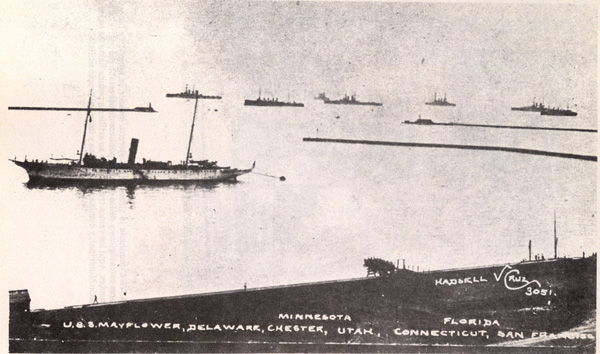
Die US-Flotte während des Angriffs auf Veracruz, 1914.

Die Besetzung von Veracruz im Jahre 1914 war eine militärische Intervention im Zuge der Kanonenbootpolitik der USA im bürgerkriegszerrütteten Mexiko. Vom 21. April bis zum 23. November 1914 hielten Streitkräfte der Vereinigten Staaten die Stadt Veracruz und deren Hafen am Golf von Mexiko besetzt.

## Hintergrund und Vorwände

### Der Tampico-Zwischenfall als Vorwand für eine Intervention
In den Wirren der Mexikanischen Revolution standen Anfang des Jahres 1914 Truppen zweier Lager einander gegenüber: auf der einen Seite die des Oberkommandierenden der Armee, Victoriano Huerta, der sich 1913 durch einen Putsch an die Macht gebracht hatte, und auf der anderen Seite die „konstitutionalistischen“, d. h. für die verfassungstreuen Gruppen kämpfenden Streitkräfte. Am 9. April 1914 ereignete sich der Tampico-Zwischenfall, der Präsident Woodrow Wilson die Gelegenheit bot, die schon seit Januar 1914 von seinem Kabinett beschlossene, militärische Intervention in Mexiko endlich durchzuführen. Ein US-Flottenverband war zu diesem Zweck bereits vor der mexikanischen Golfküste zusammengezogen worden.

### Der Vorwand für die Wahl von Veracruz als Ort der Intervention
Da Tampico, der Ort des Zwischenfalls, strategisch nicht so bedeutsam war und nicht so nah an den jüngst entdeckten Ölquellen im Süden Mexikos lag wie Veracruz, entschied Wilson, dass Veracruz an Stelle von Tampico besetzt werden solle. Am 18. April erhielt er unverhofft eine Nachricht, die seinen Veracruz-Plänen entgegenkam: Das Schiff Ypiranga der Hamburg-Amerikanische Packetfahrt-Actien-Gesellschaft (HAPAG) habe – mit Maschinengewehren der Firma Colt Defense für die Truppen von Victoriano Huerta an Bord – Kurs auf Veracruz genommen. Damit rechtfertigte Wilson die geplante Besetzung von Veracruz gegenüber dem Kongress: Die Ypiranga unterlaufe somit das US-Waffenembargo gegen Huerta; das Anlanden der Waffen müsse verhindert werden. Dass dieser Vorwand unglaubwürdig war, wurde schon dadurch offensichtlich, dass die US-Regierung zuvor den Waffentransport durch die Ypiranga genehmigt hatte. Deshalb wurde die Ladung der Ypiranga nach einer diplomatischen Demarche von deutscher Seite auch bald (am 26. Mai) freigegeben, und zwar in Puerto México, einem von den Truppen Huertas kontrollierten Hafen.

## Die Landung in Veracruz und der mexikanische Widerstand
Am 20. April 1914 waren drei Schlachtschiffe, drei Kreuzer und mehrere Kanonenboote der US-Marine vor Veracruz angelangt, bis zum 22. April trafen weitere sieben Schlachtschiffe, vier Truppentransporter sowie mehrere Kreuzer und Zerstörer ein. Am Vormittag des 21. April gingen US-Truppen unter dem Kommando von Admiral Frank Friday Fletcher in Veracruz an Land – ohne Kriegserklärung. Es gab lediglich einen Anruf des örtlichen US-Konsuls beim Hafenmeister, dass die Invasion begonnen habe.
Angesichts der Übermacht der US-Truppen zogen sich auf Befehl von Huerta die beiden in bzw. nahe Veracruz stationierten Regimenter unter General Gustavo Maass zurück. Nur ein Kontingent von 180 Soldaten verblieb. Die Schüler der Kadettenanstalt der Marine (Escuela Naval Militar) unter ihrem Kommandanten Manuel Azueta leisteten jedoch Widerstand, unterstützt von den 800 Mitgliedern der Defensores del Puerto de Veracruz, einer Anfang 1914 zur Verteidigung gegen eine mögliche Invasion gegründeten Bürgerwehr, sowie weitere Bürger der Stadt, die zu den Waffen griffen und, geführt von Oberstleutnant Manuel Contreras, den Kadetten und den verbliebenen Soldaten zu Hilfe eilten. Der unerwartete Widerstand überraschte die US-Einheiten; deren Second Seaman Regiment floh. Dies bewog Admiral Fletcher, die Stadt mit Schiffsartillerie beschießen zu lassen, Schulen, Wohn- und Geschäftshäuser inbegriffen. Am Morgen des 22. April gingen weitere US-Truppen an Land, so dass 6.000 Mann bereitstanden, Veracruz zu erobern, darunter 3.000 Marines.
Nach vier Tagen, am 24. April 1914, endeten die Kämpfe, nachdem sich die Botschafter von Argentinien, Brasilien und Chile, der sogenannten „ABC-Staaten“, in Washington diplomatisch eingeschaltet hatten. Am 27. April wurde in Veracruz die US-Flagge gehisst; die Kriegsschiffe im Hafen feuerten 21 Schuss Salut. Die US-Truppen zählten 22 tote und 75 verwundete Soldaten. Auf mexikanischer Seite wurden 172 Soldaten getötet, außerdem Hunderte von Zivilisten. Anschließend kam es zu den Friedensverhandlungen von Niagara Falls in Kanada unter Beteiligung der beiden Staaten und der ABC-Staaten. Für das gastgebende Kanada bedeutete die Konferenz die erstmalige Befassung mit gesamt-amerikanischen Konflikten.
Die Behörden der Stadt Veracruz lehnten eine Zusammenarbeit mit den Besatzungstruppen ab, so dass diese eine eigene Zivilverwaltung aufbauen mussten. Nach sieben Monaten und zwei Tagen zogen die US-Truppen am 23. November 1914 ab; in Veracruz rückten konstitutionalistische Truppen ein.

## Nachwirkungen und Gedenken
Die Besetzung von Veracruz veranlasste die Mexikaner keineswegs zur Dankbarkeit gegenüber den Vereinigten Staaten für die Schwächung des Usurpators Huerta, wie die US-Militärs und Präsident Wilson erwartet hatten, sondern löste eine Welle patriotischer Begeisterung und Kundgebungen gegen die Aggression aus. Die im Vorjahr gegründete Asociación Católica de la Juventud Mexicana (ACJM), der Dachverband der katholischen mexikanischen Jugendbewegung, protestierte gegen „Besudelung“ des katholischen Vaterlandes durch eine protestantische Macht, die Bischöfe schlossen sich dem an. In zahlreichen Ländern gab es in den folgenden Tagen und Wochen Demonstrationen gegen die USA, außer in Mexiko und in mehreren mittelamerikanischen Staaten auch in Ecuador, Chile und Argentinien. Die Hoffnungen, die USA würden unter Präsident Wilson „eine weniger imperialistische“ Politik verfolgen als seine Vorgänger, waren verflogen.
In den USA verlieh Marineminister Josephus Daniels 65-mal die Medal of Honor, die höchste militärische Auszeichnung, und damit fast halb so oft wie im gesamten Ersten Weltkrieg und im Koreakrieg.
In Mexiko sind zahlreiche Straßen, Plätze, Schulen und andere öffentliche Einrichtungen nach den Héroes y martires de Veracruz, den „Helden und Märtyrern“ von Veracruz, benannt. Im Museo Nacional de las Intervenciones (Nationalmuseum der Interventionen) in Mexiko-Stadt sind die Besetzung von Veracruz und das Nachleben dieses Ereignisses in Mexiko dargestellt. Der hundertjährige Jahrestag der Intervention wurde am 21. April 2014 in Veracruz, in der Hauptstadt und in vielen mexikanischen Städten festlich begangen.
Auf dem 1978 erschienenen Album Excitable Boy von Warren Zevon beschäftigt sich der Titel Veracruz mit den historischen Ereignissen.

## Einordnung
Die Besetzung von Veracruz 1914 wird, nach dem Mexikanisch-Amerikanischen Krieg und vor der Mexikanischen Expedition, als zweite US-Intervention in Mexiko (Segunda Intervención Norteamericana) gezählt.